# Pearland
Pearland är en amerikansk stad utmed USA:s södra kust. Staden ligger i delstaten Texas. År 2000 hade staden 37.640 invånare, 2011 beräknas staden ha växt till hela 96.000 invånare. Staden rankades av Forbes Magazine som den 34:e snabbast växande förorten i landet och den tionde snabbast växande i Texas
. Stadens namn uttalas som engelska "pear" (som frukten), inte som "peer-land" eller "pearl-land". 

## Kända personer från Pearland
- Randy Weber, politiker